# Palazzo di Giustizia (Campobasso)
Il Palazzo di Giustizia di Campobasso è situato in piazza Vittorio Emanuele II.

## Storia
A pianta rettangolare, fu costruito su progetto dell'ingegnere Silverio Pappalardo tra il 1930 e il 1936 in uno stile che risente dell'austerità del dorico, a significare la serietà della legge per la difesa del cittadino. Esso si sviluppa su un piano terra e tre piani di cui, l'ultimo, fu costruito negli anni novanta del XX secolo in sovrapposizione di quello esistente per allocarvi ulteriori uffici conseguenziali alla riforma dell'ordinamento giudiziario.

## Dislocazione uffici
- Sede principale: Piazza Vittorio Emanuele II, 26[1]
- Cancelleria (Lavoro e Previdenza, Iscrizioni a Ruolo e Collegio, Istruzione, Provvedimenti e Decreti Ingiuntivi) : Via Crispi 1[1]